# تریپ.کام
تریپ.کام (انگلیسی: Trip.com) آژانس خدمات مسافرتی سنگاپوری است، که در سال ۲۰۱۷ تأسیس شد.